# Rhonex Kipruto
Rhonex Kipruto (12 de octubre de 1999) es un deportista keniano que compite en atletismo, especialista en las carreras de fondo.
Ocupó el tercer lugar en la prueba de 10 000 m del Campeonato Mundial de Atletismo de 2019. En enero de 2020 estableció un nuevo récord mundial de los 10 km en ruta (26:24).
En junio de 2024 fue sancionado por irregularidades en su pasaporte biológico con una inhabilitación de seis años (retrospectiva desde mayo de 2023) y con la retirada de su récord mundial y de su medalla en el Mundial.

## Palmarés internacional
| Campeonato Mundial | Campeonato Mundial | Campeonato Mundial | Campeonato Mundial |
| Año                | Lugar              | Medalla            | Prueba             |
| ------------------ | ------------------ | ------------------ | ------------------ |
| 2019               | Doha (Catar)       | DSC                | 10 000 m           |